# Savage Garden (The 69 Eyes)
Savage Garden è il secondo album del gruppo glam metal finlandese The 69 Eyes. È stato pubblicato nel 1995 sotto l'etichetta Gaga Goodies/Poko Rekords.

## Tracce
1. 1-800-SLEAZORAMA – 0:49
2. Tang – 3:27
3. Smashed 'n' Trashed – 2:55
4. Velvet Touch – 4:18
5. Mr. Pain – 2:25
6. Lady Luck – 3:27
7. Motor City Resurrection – 3:56
8. Ghettoway Car – 2:58
9. Wild Talk (feat. Andy McCoy) – 4:04
10. Get It Off – 3:16
11. Always – 2:47
12. Demolition Derby – 4:13
13. Savage Garden – 2:50
14. 1-800-SLEAZORAMA (reprise) – 0:50

Tracce bonus della Special Edition
1. TV Eye (cover del brano dei The Stooges) – 3:50
2. Motormouth – 3:03
3. One-Shot Woman – 3:16

## Formazione
- Jyrki 69 - voce
- Bazie - chitarra
- Timo-Timo - chitarra
- Archzie - basso
- Jussi 69 - batteria